# Верховный суд (Украина)
Верховный суд (укр. Верхо́вний суд) — высший судебный орган в украинской системе судопроизводства. Правильное название данного органа согласно Конституции Украины в редакции 2016 года — Верховный Суд, без названия страны. Деятельность Верховного суда регулируется Законом «О судоустройстве и статусе судей».

## История создания
С момента провозглашения независимости Украины высший судебный орган носил название «Верховный суд Украины». После судебной реформы 2016 года из названия данного органа было исключено название страны «Украины» и объявлено о том, что судьи старого Верховного суда Украины не будут автоматически переведены в новый высший судебный орган. Был проведён конкурс на заполнение всех 120 вакансий судей Верховного суда.
30 ноября 2017 года состоялся первый Пленум новосозданного Верховного суда. 15 декабря 2017 года суд приступил к работе. С этого момента полномочия старого Верховного суда Украины прекратились.

## Полномочия Верховного суда
В соответствии с Законом Украины «О судоустройстве и статусе судей» Верховный суд: осуществляет правосудие как суд кассационной инстанции, а в случаях, определённых процессуальным законом, — как суд первой или апелляционной инстанции, в порядке, установленном процессуальным законом; осуществляет анализ судебной статистики, обобщения судебной практики; предоставляет заключения относительно законодательных актов, которые касаются судоустройства, судопроизводства, статуса судей, выполнения судебных решений и других вопросов, связанных с функционированием системы судоустройства; предоставляет заключение про наличие или отсутствие в деяниях, в которых обвиняется Президент Украины, признаки государственной измены или другого преступления, вносит по обращения Верховной Рады Украины письменное представление про неспособность исполнения Президентом Украины своих полномочий по состоянию здоровья; обращается к Конституционному Суду Украины относительно конституционности законов, других правовых актов, а также относительно официального толкования Конституции Украины; обеспечивает одинаковое применение норм права судами разных специализаций в соответствии с порядком и способом, определённом процессуальным законом; обеспечивает апелляционные и местные суды методической информацией по вопросам правоприменения; осуществляет другие полномочия, определённые законом.

## Состав Верховного суда
Верховный суд состоит из:
- Большой Палаты Верховного суда
- Кассационного административного суда
- Кассационного гражданского суда
- Кассационного уголовного суда
- Кассационного хозяйственного суда

Руководство Верховным судом осуществляет Председатель Верховного суда, избираемый Пленумом Верховного суда Украины сроком на 4 года не более, чем на два срока подряд. Также избирается один заместитель Председателя суда. Каждый кассационный суд также избирает своего председателя. 
В состав Большой Палаты входят по 4 делегата от каждого из кассационных судов и Председатель Верховного суда.
Каждый из кассационных судов имеет в своём составе судебные палаты, которые, в свою очередь, состоят из постоянных коллегий судей. Кроме этого в каждом из кассационных судов создаётся объединённая палата, в которую входят по двое судей от каждой палаты и председатель соответствующего кассационного суда.

## Полномочия Верховного суда Украины
Основной задачей Верховного суда Украины является обеспечение единообразия применения норм права, а также выполнение ряда конституционных полномочий.
К полномочиям Верховного суда относят:
- Рассмотрение кассационных жалоб.
- Пересмотр решений нижестоящих судов в связи с признанием международной судебной организацией факта того, что данными решениями Украина нарушила свои международные обязательства.
- Рассмотрение апелляций по некоторым категориям дел.
- Рассмотрение в качестве суда первой инстанции споров, в которых ответчиком является Президент Украины, Верховная Рада Украины, Высший совет правосудия, Высшая квалификационная комиссия судей, а также споров касательно итогов общенациональных выборов.
- Подача конституционного представления в Конституционный Суд Украины о признании закона или иного нормативно-правового акта неконституционными либо о толковании Конституции Украины.
- Рассмотрение вопроса о наличии в действиях Президента Украины признаков преступления (часть процедуры импичмента).
- Внесение представления о неспособности Президента Украины исполнять свои обязанности по состоянию здоровья.

Также Верховный суд занимается обобщением судебной практики. Эти обобщения носят рекомендационный характер.
Когда Верховный Суд рассматривает дело в качестве суда апелляционной или кассационной инстанции он выносит постановления. Правовые позиции, изложенные в постановлениях, в обязательном порядке учитываются нижестоящими судами при рассмотрении аналогичных дел.

## Руководство

### Председатели
- Якименко, Александр Никифорович (до 16 ноября 1993[2])
- Бутенко, Георгий Андреевич (16 ноября 1993[3] — умер 24 октября 1994)
- Бойко, Виталий Фёдорович (21 декабря 1994[4] — 24 октября 2002[5])
- Маляренко, Василий Тимофеевич (11 ноября 2002 — 21 июля 2006)
- Онопенко, Василий Васильевич (29 сентября 2006[6] — 29 сентября 2011)
- Пилипчук, Пётр Филиппович (23 декабря 2011[7] — 18 апреля 2013)
- Романюк, Ярослав Михайлович (17 мая 2013 — 14 декабря 2017[8])
- Данишевская, Валентина Ивановна (15 декабря 2017 — 30 ноября 2021)
- Князев, Всеволод Сергеевич (1 декабря 2021 — 16 мая 2023)
- Луспеник, Дмитрий Дмитриевич (16 мая 2023 — 26 мая 2023) (и.о.)
- Кравченко, Станислав Иванович (с 26 мая 2023)

### Первые заместители Председателя
- Цупренко, Пётр Григорьевич (до 24 декабря 1993[9])
- Стефанюк, Владимир Сергеевич (24 декабря 1993[10], переназначен 5 декабря 2003[11] — умер 27 марта 2004)
- Пилипчук, Пётр Филиппович (11 июня 2004[12] — назначен сроком на 5 лет; 12 июня 2009[13] — постановлением Пленума Верховного суда Украины от 23 декабря 2011 года № 7 избран Председателем Верховного суда Украины)
- Романюк, Ярослав Михайлович (23 декабря 2011 — 17 мая 2013[14] — постановлением Пленума Верховного суда Украины от 17 мая 2013 года № 1 избран Председателем Верховного суда Украины)

### Заместители Председателя
- Чеберяк, Пётр Архипович (до 22 апреля 1993[15])
- Шевчук, Пётр Иванович (22 октября 1993[16] — 5 декабря 2003)
- Маляренко, Василий Тимофеевич (16 декабря 1993[17] — 11 ноября 2002)
- Денисенко, Владимир Васильевич (24 февраля 1994[18] — 20 мая 2004)
- Пилипчук, Пётр Филиппович (16 декабря 2002[19] — 11 июня 2004[12])
- Селиванов, Николай Прохорович (16 декабря 2002[20] — 21 июля 2006)
- Ярема, Анатолий Григорьевич, заместитель Председателя Верховного суда Украины (5 декабря 2003[21] — назначен сроком на 5 лет; 19 декабря 2008[22] — 23 декабря 2011), заместитель Председателя Верховного суда Украины — секретарь судебной палаты по гражданским делам (с 23 декабря 2011)
- Кравченко, Константин Тимофеевич (19 декабря 2008[22] — 7 октября 2010)
- Барбара, Валентин Петрович, заместитель Председателя Верховного суда Украины — секретарь судебной палаты по хозяйственным делам (с 23 декабря 2011)
- Кривенко, Виктор Васильевич, заместитель Председателя Верховного суда Украины — секретарь судебной палаты по административным делам (с 23 декабря 2011)
- Редька, Анатолий Иванович, заместитель Председатель Верховного суда Украины — секретарь судебной палаты по уголовным делам (с 23 декабря 2011)
- Львов, Богдан Юрьевич, заместитель Председатель Верховного суда (с 30 ноября 2017)

## Процедура
Верховный суд рассматривает дела в составе коллегий судей. Коллегия может состоять из 3 или более судей. Коллегии судей обязаны следовать правовым позициям, установленным в аналогичных делах другими коллегиями Верховного Суда. В случае, если коллегия желает отступить от правовой позиции коллегии из состава той же палаты - она обязана передать дело на рассмотрение соответствующей палаты. Если же противоречивая правовая позиция выражена в постановлении коллегии другой палаты - дело передаётся объединённой палате. В случае же противоречий между кассационными судами дело должно быть передано Большой Палате, которая рассматривает дела своим полным составом.
Также на рассмотрения Большой Палаты передаются дела исключительной важности, касающиеся исключительно сложной правовой проблемы, споров, связанных с юрисдикцией, либо в случаях, когда коллегия нового Верховного суда желает отступить от правовой позиции старого Верховного суда Украины.
В случаях, когда Кассационный административный суд выступает в роли суда первой инстанции апелляции на его решения рассматриваются Большой Палатой.
Кассационные жалобы в гражданских, хозяйственных и административных спорах рассматриваются, как правило, без вызова сторон, на основе письменных заявлений. При этом суд может принять решение о вызове сторон для их заслушивания. 
Уголовные дела рассматриваются с обязательным предоставлением подсудимому права участия лично либо посредством видео-конференции.
Дела, которые Верховный Суд рассматривает как суд первой или апелляционной инстанции рассматриваются по общим правилам - в судебном заседании с вызовом сторон.